# إبريق الموكا

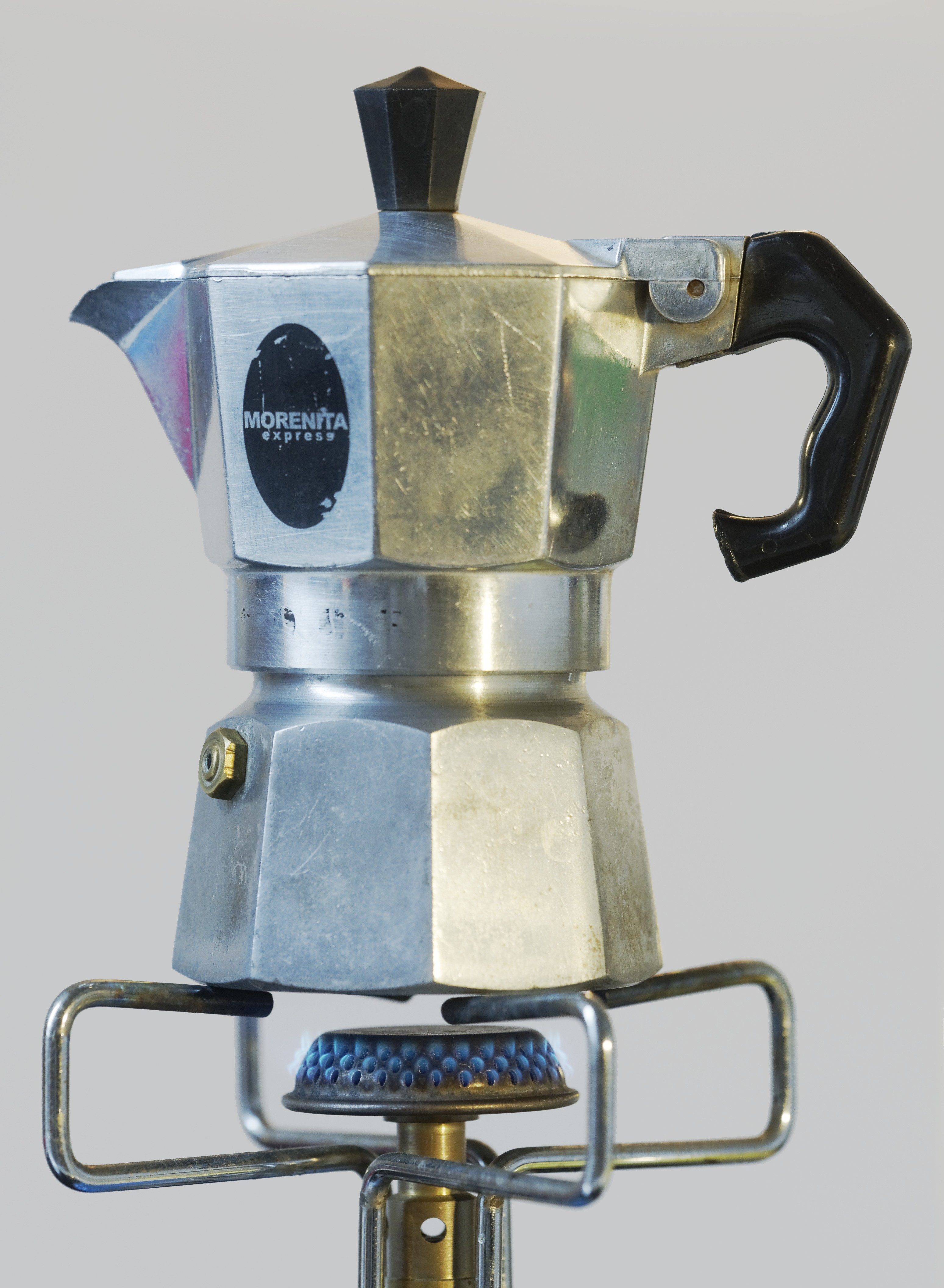
إبريق الموكا

إبريق الموكا (بالإنجليزية: Moka pot) هو قطعة على شكل إبريق يستخدم من أجل تحضير القهوة عن طريق تمرير الماء المغلي عن طريق البخار عبر القهوة المطحونة (البن).
اخترع إبريق الموكا الإيطالي ألفونسو بياليتي Alfonso Bialetti سنة 1933، وأسماه نسبة إلى مدينة المخا اليمنية؛ وأصبح جزءاً من الثقافة الإيطالية.